# 소니 엑스페리아 Z5 프리미엄

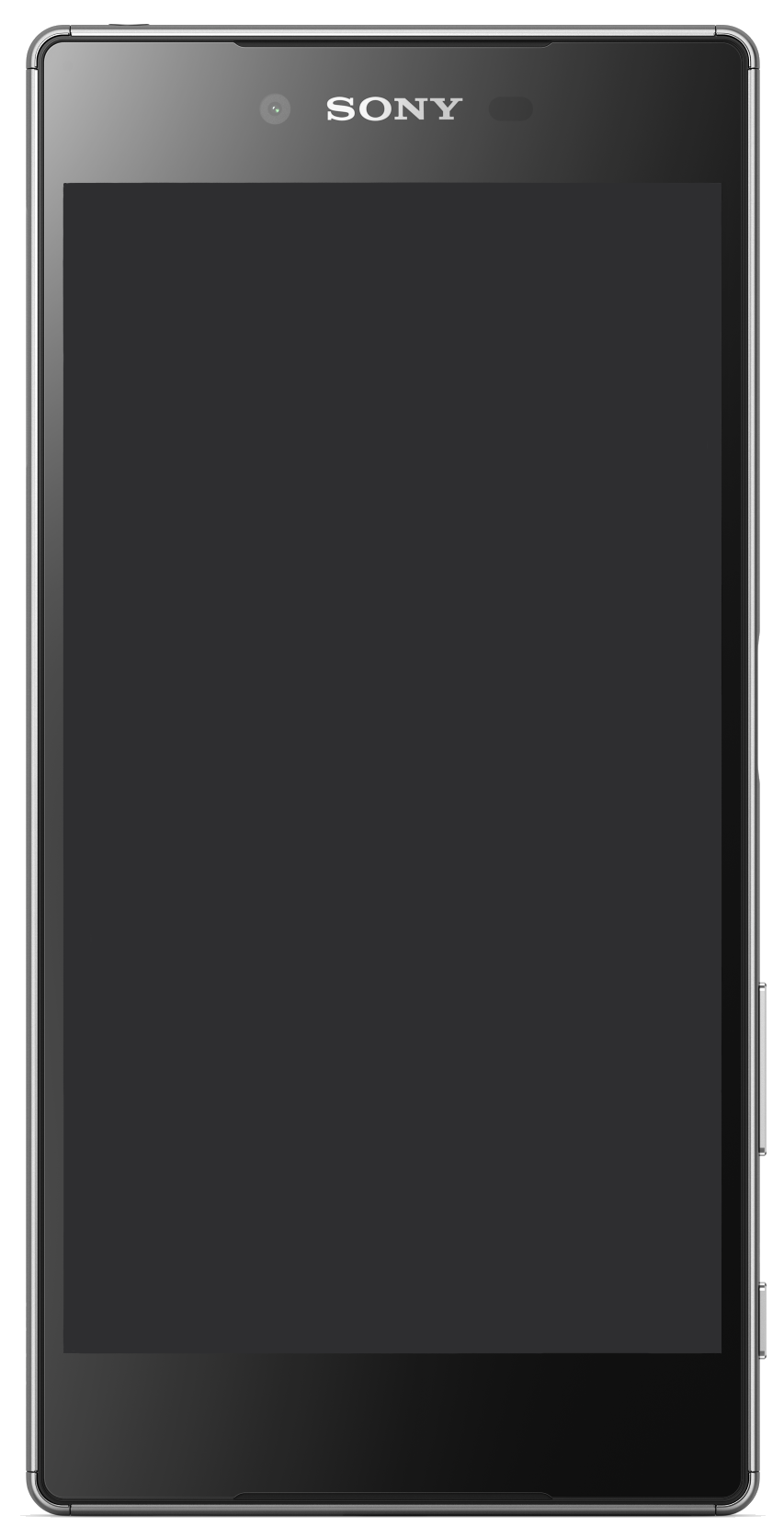
소니 엑스페리아 Z5 프리미엄

소니 엑스페리아 Z5 프리미엄(Sony Xperia Z5 Premium)은 소니에서 생산한 안드로이드 스마트폰이다. 소니 엑스페리아 Z 시리즈의 일부인 이 장치는 당시 프로젝트 코드명 "Satsuki"로 알려져 있었으며 2015년 9월 2일 IFA 2015 기자 회견에서 소니 엑스페리아 Z5 및 엑스페리아 Z5 콤팩트와 함께 공개되었다. 이 장치는 2015년 11월 5일 대만에서 처음 출시되었으며 4K 해상도를 갖춘 최초의 스마트폰이었다.
소니 엑스페리아 Z5 프리미엄은 소니 엑스페리아 Z5의 업스케일 버전이며 4K 디스플레이를 탑재한 최초의 스마트폰이다. 엑스페리아 Z5와 마찬가지로 이 장치에는 지문 인식기와 위상차 검출 자동 초점을 활용하는 0.03초 하이브리드 자동 초점 기능이 있는 2300만 화소 카메라도 탑재되어 있다.